# The Phantom Agony
The Phantom Agony (La agonía fantasma) es el álbum debut de la banda neerlandesa Epica, lanzado el 5 de junio de 2003.
El grupo se inspiró en este disco para sacar el DVD "We Will Take You With Us", grabado en el estudio.

## Lista de canciones
En este álbum, Mark Jansen continúa con la recopilación de canciones que componen la temática de "The Embrace That Smothers". 
Las tres primeras partes se encuentran en el álbum debut, Prison of Desire de After Forever y las tres partes que siguen se encuentran en The Divine Conspiracy, tercer álbum de Épica. Estas canciones tratan sobre los peligros de la religión organizada.

## Listado de canciones
| N.º | Título                                                   | Duración |  |
| 1.  | «Adyta ~ The Neverending Embrace»                        | 1:27     |  |
| 2.  | «Sensorium»                                              | 4:47     |  |
| 3.  | «Cry for the Moon ~ The Embrace That Smothers - Part IV» | 6:44     |  |
| 4.  | «Feint»                                                  | 4:18     |  |
| 5.  | «Illusive Consensus»                                     | 4:59     |  |
| 6.  | «Façade of Reality ~ The Embrace That Smothers - Part V» | 8:10     |  |
| 7.  | «Run for a Fall»                                         | 6:31     |  |
| 8.  | «Seif al Din ~ The Embrace That Smothers - Part VI»      | 5:47     |  |
| 9.  | «The Phantom Agony»                                      | 9:00     |  |

## Pistas adicionales
| N.º | Título              | Duración |  |
| 10. | «Veniality»         | 4:35     |  |
| 11. | «Triumph of Defeat» | 3:58     |  |

Acerca del disco Mark comenta:
01. Adyta "The Neverending Embrace" :
Es la intro de nuestro CD, las letras fueron escritas por Simone. Es el preludio a The Embrace That Smothers partes 4, 5 y 6. La idea principal detrás de esto es que cuando la humanidad ve que solo hay un solo dios, todas las religiones diferentes se mezclan en una (la esencia es la misma en todas). Todas las guerras religiosas terminan entonces y así. Es una especie de utopía, pero mantengamos la fe!
02. Sensorium :
Es una canción filosófica. ¿Existen las oportunidades? No lo creo. No creo en las oportunidades. Pero aun sin las oportunidades podemos tener nuestra libre voluntad. Somos responsables de nuestros actos, a pesar de que nada pase con las oportunidades.
También trata sobre la exploración de partes menores de la ciencia en vez de tener un vistazo total. La creatividad viene del encuentro entre todo tipo de conocimientos y/o espiritualidad.
03. Cry for the Moon "The Embrace That Smothers - Part IV" :
Esta canción trata sobre un cura que violó a un niño. Cuando escribí esta letra, era el tema de discusión en las noticias. La idea básica de la canción es que aun detrás de las puertas de una Iglesia hay un montón de mentes enfermizas escondidas. Las bases de la mayoría de las religiones son buenas, pero en esta sociedad hay mucha gente enferma. Con la frase “In the garden of Eden, where the apple gets a youthful face" (“En el jardín del Edén, donde la manzana rejuvenece su cara") intento decir que Eva mordió la manzana de acuerdo a la historia de la Biblia, pero este cura también lo hizo al violar a un niño.
04. Feint:
Es sobre el asesinato de un político neerlandés llamado Pim Fortuyn. Fue asesinado por tener su opinión.
05. Illusive Consensus:
Esta es otra de las letras de Simone, en resumen, es sobre como el amor entre dos personas puede morir lentamente y transformarse en odio.
06. Facade of Reality "The Embrace That Smothers - Part V":
La canción habla sobre el 11 de septiembre en Nueva York, el fundamentalismo y las religiones. El poder es la palabra clave, ganar poder y usar así las religiones. Especialmente en el Medio Oriente, la religión es una parte muy importante en la vida de las personas. Cuando la gente cree que es bueno morir como un mártir, entonces el paso para ofrecer tu vida a Dios se hace mucho más pequeño. Otro abuso para ganar más poder.
07. Run for a Fall:
La escribí luego de mi salida de After Forever. Tenía que escribir mis frustraciones. Afortunadamente, en la actualidad, la relación con After Forever es buena de nuevo.
08. Seif Al Din "The Embrace That Smothers - Part VI":
Es la última canción del ciclo de The Embrace that Smothers en el disco. Se enfoca en el fundamentalismo otra vez. El extremismo en todos los modos posibles nunca es bueno.
09. The Phantom Agony:
Es la última canción en el álbum, que trata sobre los sueños; a veces es difícil decir si un recuerdo es un sueño o si realmente paso. Alguna gente cree que vivimos nuestros sueños y que la vida es una gran fachada. Con sueño lucido puedes entonces tener un control de tus sueños y crear un nuevo mundo dentro de lo desconocido.

## Miembros
- Simone Simons - Voz
- Mark Jansen - Guitarra, Voces guturales
- Ad Sluijter - Guitarra
- Yves Huts - Bajo
- Coen Janssen - Piano & Synths
- Jeroen Simons - Batería

## Temas
Las canciones de este álbum tratan sobre acontecimientos actuales ocurridos en el período de escritura del mismo.
- Cry for the Moon - Trata sobre el abuso de niños por sacerdotes católicos, pastores o personas con alto grado en la iglesia. Fue el primer sencillo de la banda.

- Feint - Fue escrita después de la muerte de Pim Fortuyn.

- Façade of Reality - Está basada en los ataques terroristas del 11 de septiembre de 2001. La canción incluye dos fragmentos del discurso dado por Tony Blair.

- Run for a Fall - Expresa la frustración de Mark Jansen por su exbanda After Forever.

- Seif Al Din - Habla sobre el fundamentalismo islámico.